# 刑事さん
『刑事さん』（デカさん）は、1967年4月30日から同年6月25日まで、及び1968年1月2日から同年3月26日までの2期にわたってNETテレビ（現・テレビ朝日）系列にて放映された刑事ドラマ。

## 概要
1956年から1964年にわたって公開された刑事映画シリーズ『警視庁物語』の流れを汲む形の刑事ドラマ。『警視庁物語』に出演していた松本克平、神田隆、山本麟一、花沢徳衛、今井健二の俳優陣が役名そのままで本作にも引き続き出演、池田駿介、田武謙三、三上真一郎、田畑孝ら新レギュラー陣を迎えて本作はスタートした。事件を追い、捜査につく刑事たちの姿をドキュメンタリータッチで描いた。
オープニングには「『刑事さん』これは市民の平和を守って日夜捜査にあたる人々の愛称である」のテロップが登場し、続いてタイトルバックに「犯罪は人間が犯し、それを防ぐのもまた人間である」というナレーションが流れた。

## 放映データ

### 第1シリーズ
- 放映期間：1967年4月30日 - 1967年6月25日
- 放映曜日・放映時間帯：毎週日曜日20時 - 20時56分
- 放映話数：全9話
- 放映形式：モノクロ16mmフィルム

### 第2シリーズ
- 放映期間：1968年1月2日 - 1968年3月26日
- 放映曜日・放映時間帯：毎週火曜日22時 - 22時56分
- 放映話数：全13話
- 放映形式：モノクロ16mmフィルム

### スタッフ
- 企画：吉津正、近藤照男、坪井久智
- 脚本：長谷川公之、宮川一郎、水谷薫、池田雄一、宮田達男、押川國秋、武末勝
- 監督：村山新治、降旗康男、小西通雄、鷹森立一、小林恒夫、佐藤肇、小林義明
- 音楽：菊池俊輔
- 制作：NET、東映東京制作所

## 出演者
- 松本克平
- 神田隆（戸川係長）
- 山本麟一（金子刑事）
- 花沢徳衛（林部長刑事）
- 今井健二（北川刑事）
- 池田駿介（松原刑事）
- 田武謙三
- 三上真一郎
- 田畑孝

## 放映リスト

### 第1シリーズ
| 回数 | 放送日         | サブタイトル   | 脚本                | 監督     | ゲスト                                                        |
| ---- | -------------- | -------------- | ------------------- | -------- | ------------------------------------------------------------- |
| 1    | 1967年 4月30日 | 可愛い脅迫者   | 長谷川公之 水谷薫   | 村山新治 | 大川栄子、蜷川幸雄、六本木真、片山滉                          |
| 2    | 5月7日         | 女の証言       | 長谷川公之 宮川一郎 | 降旗康男 | 岩本多代、藤原釜足、里木佐甫良                                |
| 3    | 5月14日        | 陽かげの旅路   | 長谷川公之          | 小西通雄 | 江原真二郎、左卜全                                            |
| 4    | 5月21日        | 羽田発五一七便 | 長谷川公之          | 鷹森立一 | 渡辺文雄、春川ますみ、大原麗子、 城野ゆき、木暮実千代、根上淳 |
| 5    | 5月28日        | 殺人の背景     | 長谷川公之          | 小西通雄 | 原知佐子、大辻伺郎                                            |
| 6    | 6月4日         | 勝利の報酬     | 長谷川公之          | 小林恒夫 | 瞳麗子                                                        |
| 7    | 6月11日        | 影なき男の影   | 長谷川公之          | 村山新治 | 浮田左武郎、楠田薫                                            |
| 8    | 6月18日        | 仮面の女       | 長谷川公之          | 村山新治 | 富士真奈美、鶴見丈二                                          |
| 9    | 6月25日        | 偽背の罠       | 長谷川公之 宮川一郎 | 小西通雄 | 宮本信子、伊豆肇、皆川和子                                    |

### 第2シリーズ
| 回数 | 放送日        | サブタイトル    | 脚本            | 監督     | ゲスト                                                                 |
| ---- | ------------- | --------------- | --------------- | -------- | ---------------------------------------------------------------------- |
| 1    | 1968年 1月2日 | 血液型BMQE      | 宮川一郎        | 小西通雄 | 藤木孝、田村奈巳、渥美国泰、 国景子、田中筆子                          |
| 2    | 1月9日        | 私が殺した?     | 水谷薫          | 小林恒夫 | 村井国夫、高須賀夫至子、 雪代敬子、長山藍子                            |
| 3    | 1月16日       | 歪んだ顔        | 池田雄一        | 佐藤肇   | 岩本多代、山本耕一、山本學、 高宮敬二、路加奈子                        |
| 4    | 1月23日       | 殺意の影        | 宮田達男        | 小西通雄 | 梅津栄、瞳麗子、花上晃                                                 |
| 5    | 1月30日       | 爆発一分前      | 宮川一郎        | 小西通雄 | 小林勝彦、宮園純子、西沢利明、 蔵悦子、森山周一郎                      |
| 6    | 2月6日        | 逃亡者          | 押川國秋        | 小林義明 | 石山律雄、増田順司、東郷晴子、 西尾三枝子、松川純子                    |
| 7    | 2月13日       | 死後約三ヶ月    |                 | 村山新治 | 中田博久、村田千栄子、藤田佳子、 横山道代、 中村是好、折原啓子、武内亨 |
| 8    | 2月20日       | 容疑の曲がり角  | 長谷川公之      |          | 渡辺篤史、梓英子、新井茂子、 佐々木孝丸                                |
| 9    | 2月27日       | タレ込み        | 長谷川公之      | 小西通雄 | 北原義郎、市川好郎、小林裕子、 本郷淳                                  |
| 10   | 3月5日        | カナリヤが見た! | 池田雄一 武末勝 |          | 片山滉、広村芳子、稲垣昭三、 柳川慶子                                  |
| 11   | 3月12日       | 共犯者          | 宮田達男        | 村山新治 | 織本順吉、森坂秀樹、桜むつ子                                           |
| 12   | 3月19日       | 二度死んだ男    | 押川國秋        | 小西通雄 | 千秋実、中原早苗、根岸明美                                             |
| 13   | 3月26日       | 四つの兇弾      |                 |          | 入江洋佑                                                               |